# Kostel Božského srdce Páně (Hradec Králové)

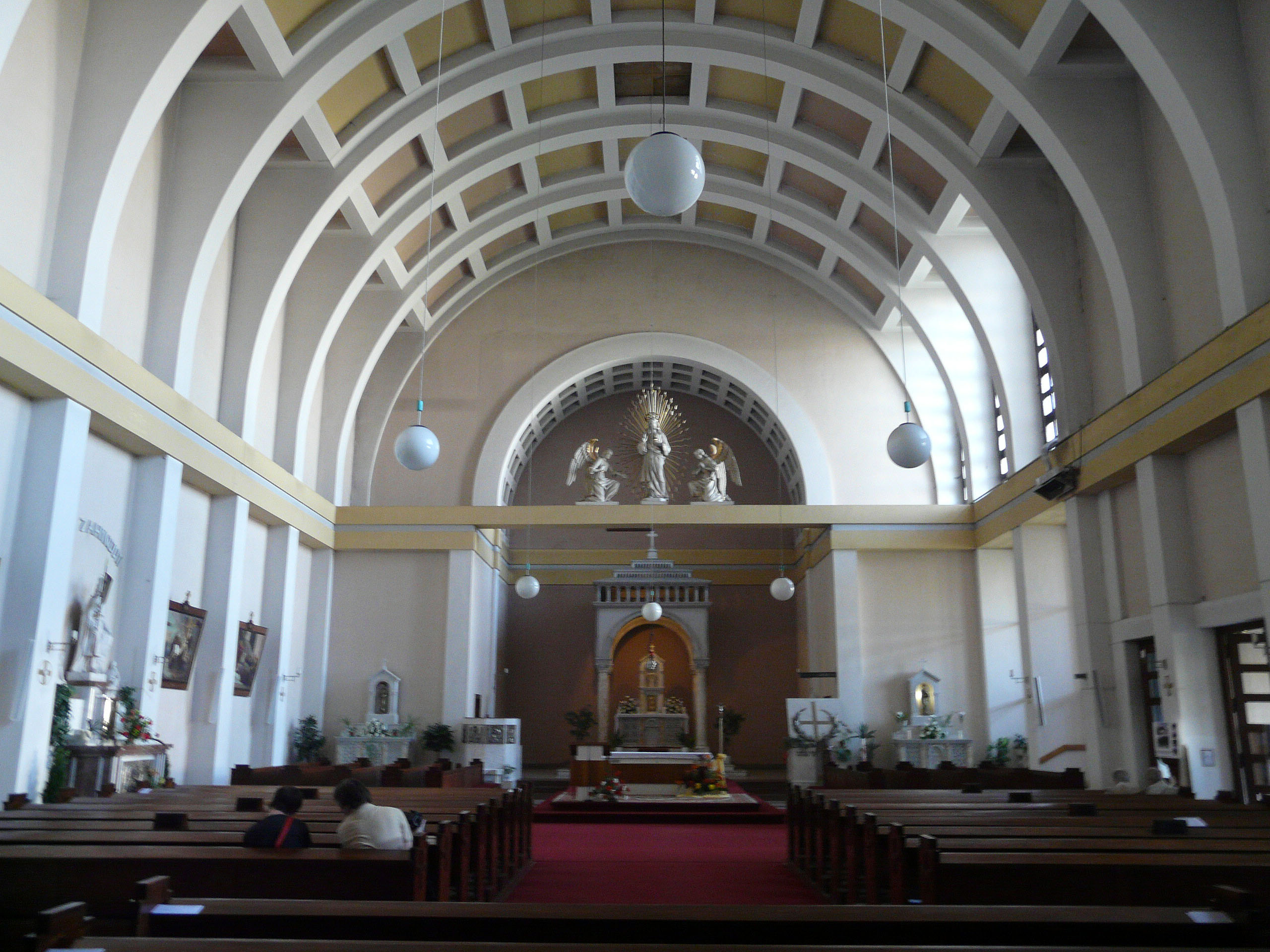
Interiér kostela

Kostel Božského srdce Páně se nachází v Hradci Králové na Náměstí 28. října a se svou 45,4 metrů vysokou věží je dominantou nejen Dukelské třídy, ale také celého Pražského Předměstí. Byl postaven jako památník padlým římskokatolickým vojínům v 1. světové válce a z velké části byl financován z veřejné sbírky. Základní kámen byl položen 28. září 1928 a hrubá stavba byla dokončena v srpnu 1932. K samotnému vysvěcení a dovybavení kostela došlo až 28. září 1938.

## Historie
Pražské Předměstí bylo v letech 1850–1889 součástí Kuklen, poté samostatnou obcí a více než polovina obyvatel se hlásila ke katolické víře, ve svém městě ale neměli vlastní kostel. Ten zůstal totiž v Kuklenách. Roku 1921 tak začala sbírka. Nynější vzhled kostela nebyl prvním návrhem, původně se počítalo se stavbou malé kaple s kopulí na jiném pozemku, a později s realizací historizujícího návrhu architekta Antona Schneidera. 
Jeho kostel byl zakomponován do blokové zástavby a obsahoval ale dvě věže, mezi které bylo rozloženo mohutné segmentové průčelí. Pojetí stavby ve stylu novobaroka odkazovalo na dominantní styl hradeckých katolíků. Schneiderův návrh však nedoporučili posuzovatelé včetně pražského architekta Kamila Hilberta, jehož vyjádření k projektu si vyžádal okresní výbor. Proto následovaly ideové návrhy architektů Bedřicha Adámka (hlavního autora okresní nemocnice  v Hradci Králové), plzeňského architekta Josefa Pechana a architekta Františka Jaroslava Černého. Na jejich základě nakonec realizovaný projekt vypracoval architekt Bohumil Sláma.
Projekt měl být hlavně demonstrací modernity, což dokládá odvážné technické řešení. Prostor kostela byl zaklenut železobetonovými oblouky o rozponu 18 metrů a vysokými 19 metrů. Kostel zaujímá plochu 32 x 19,2 m.
Centrální věž byla osazena mohutným křížem a vytvořila dominantu celého předměstí. Sama je konstrukčně unikátní, když váží 168 tun a je založena na 80 cm silné železobetonové desce.
Slavnostní položení základního kamene v září 1928 se stalo součástí oslav 10. výročí založení Československé republiky. V předvečer sv. Václava promluvil P. Domes o svatém Václavovi v kostele Panny Marie, poté se velkolepý průvod v čele s dr. Reylem odebral okolo sochy světce do katedrály sv. Ducha, kde byla vykonána pobožnost.
V den sv. Václava přistoupily katolické spolky ke svatému přijímání. O 9. hodině v přeplněné katedrále celebroval pontifikální mši prelát dr. Reyl, po jejímž ukončení procházel velký průvod z katedrály až na staveniště nového chrámu. V jeho čele jelo 32 jezdců z prvního jízdního odboru Orla čs. Následovala četa Orla, žactvo škol, družičky, základní kámen na květinami vyzdobeném voze, taženém 2 páry vraníků, dále kráčela deputace katolických legionářů v čele s kapitánem ruských legií poslancem Hintermüllerem. Dále duchovenstvo s katedrální kapitulou, zástupci místních státních a vojenských deputací, katolické spolky s prapory a nepřehledná řada věřících. Obřad svěcení vykonal sám biskup K. Kašpar, na který odpoledne v Adalbertinu navázala slavnostní schůze.
Kostel měl být slavnostně vysvěcen 28. září 1929 k tisíciletému výročí smrti sv. Václava, což se však nestalo. Překážkou se staly jednak finanční potíže a následně větrná smršť 4. července 1929, která strhla lešení a s ním i velkou část s kostrou, jež byla připravena k betonování. 23. listopadu 1930 byly vysvěceny zvony kostela a teprve 14. srpna 1932 byla stavba dokončena a vysvěcena.
Původní železobetonový oltář s mramorovým obložením byl v roce 1937 odstraněn. Nový oltář s mramorovou sochou svatého Václava byl zhotoven podle modeletta sochaře Miroslava Vávry v sochařské a kamenické škole v Hořicích. Oltář byl vysvěcen jen několik hodin před podepsáním Mnichovské dohody 28. září 1938.

## Současnost
Nedávno prošlo Náměstí 28. října rekonstrukcí, byly odstraněny vysoké topoly, a vyniklo tak průčelí stavby, které se mohlo stát dominantou Dukelské třídy, bylo instalováno i nové nasvětlení. V kostele se konají bohoslužby každý den v týdnu (v neděli, v pátek a v sobotu 2x, ostatní dny jednou). V současnosti je jedním z mála kostelů v Hradci Králové, který je celodenně otevřen veřejnosti a poskytuje věřícím duchovní zázemí.

## Bohumil Sláma
Autor návrhu kostela Božského srdce Páně nejprve vystudoval pražskou vysokou školu technickou a poté strávil několik let na studijních cestách po celé Evropě. Stavitelskou koncesi získal v listopadu 1918. Své stavby navrhoval zpočátku ve stylu moderny a purismu, později funkcionalismu. Za svou kariéru získal řadu ocenění, mezi jeho vůbec nejúspěšnější realizace patří budova Českého rozhlasu v pražské Vinohradské ulici a městské krematorium v Nymburce, na kterém spolupracoval s architektem Bedřichem Feuersteinem.

## Farnost
Královéhradecká diecéze byla založena roku 1664, dnes se dělí na 14 vikariátů a celkem 265 farností. Do farnosti na Pražském předměstí spadají kostely sv. Marka ve Stěžerách, sv. Petra a sv. Izidora v Plotišti nad Labem a kostel Božského srdce Páně na Pražském Předměstí. Farnost se každoročně zapojuje do Noci kostelů, pořádá varhanní koncerty a hodiny náboženství.

## Zajímavost
V roce 1940 informovaly Lidové noviny o historii oltáře a jeho ceně. V roce 1866 měl egyptský král darovat císaři Františku Josefovi vzácný onyx, za který byl od italské vlády pořízen carrarský mramor pro oltář ve vojenském námořním kostele v Pule. Na oltáři měla hořická kamenická a sochařská škola pracovat 30 let a dokončen byl až po 1. světové válce. Byl proto darován kostelu Božského srdce Páně a jeho cena měla být v té době 2 milióny Kč.